# Il ritorno del grande amico
Il ritorno del grande amico è un film del 1989 diretto da Giorgio Molteni.

## Trama
Per i sonnolenti avventori d'un bar di Alassio, uomini e donne ormai prossimi alla quarantina, le cui vite scorrono fin troppo tranquille, accade un evento straordinario: il loro vecchio amico Rolando, un tempo capo carismatico del gruppo, torna in città dall'America, dove s'è trasferito da anni e ha fatto fortuna.
Rolando rappresenta ciò che tutti loro volevano essere e che non hanno avuto la forza e il coraggio d'imitare. In attesa del suo arrivo (Rolando è rientrato per affari, non per una rimpatriata) loro parlano di lui e viceversa, ma per loro non restano che rimpianti, speranze deluse e il tran tran quotidiano.

## Critica
«Film riecheggiante atmosfere dei film Anni Sessanta/Settanta (con richiamo allo spettacolo popolare alla Sergio Corbucci – Night club è il primo esempio che torna alla mente vedendo questo film – e al nuovo – falso – cinema minimalista pronto a registrare emozioni epidermiche di personaggi inesistenti – inventati a tavolino) procura solo noia. I protagonisti del lavoro di Molteni sono marionette senz'anima, a cominciare dal grande amico Rolando per finire ai vuoti personaggi di contorno. Disillusioni. Il film è la storia di acute e dolorose disillusioni, ma registrate da un testimone distratto e poco innamorato dei suoi personaggi. Si esce dalla visione con un senso di disagio. Quasi che il visto non ci appartenga e sia soltanto frutto di letteratura sorpassata e mal digerita.»